# Briam
Le briam (en grec μπριάμ, mot d'origine turque) est un mets grec végétarien, à base de légumes mijotés au four dans de l’huile d’olive.
C'est une sorte de macédoine de légumes cuite au four, composée de pommes de terre, de courgettes, de tomates et de poivrons,. Certaines recettes comportent aussi des aubergines ou des carottes. D'autres ne comportent que deux légumes : des carottes et des courgettes.
Les condiments utilisés sont des oignons, de l'ail, de l'origan, du persil, de l'aneth, du sel et du poivre. Le plat est cuit pendant une à deux heures et servi chaud ou froid,. 
Ce plat est particulièrement apprécié en été ou au printemps,. On le rapproche parfois de la ratatouille,,, mais avec un goût plus relevé.